# مطار سيتياوان
مطار سيتياوان (إياتا: SWY، إيكاو: WMBA) هو مطارٌ يخدم مدينة سيتياوان [الإنجليزية] في فيرق ماليزيا. يعد هذا المطار مكملًا لمطار بانكور [الإنجليزية] الحالي.
بدأ بناء هذا المطار في أواخر عام 1993 بتكلفة 25 مليون رينغيت ماليزي، باستخدام مدرج طائرات موجود حوّل إلى مدرج بطول 1350 مترًا.

## روابط خارجية
- حالة الطقس في مطار سيتياوان.